# Milton Madriz Cedeño
Milton Madriz Cedeño (San José, Costa Rica, 2 de agosto de 1967) es un politólogo costarricense, gestor ambiental, educador y consultor especializado en política pública, gobernanza y sostenibilidad. Ha ocupado cargos de alta dirección en la Asamblea Legislativa de Costa Rica, donde lideró iniciativas de desarrollo estratégico y sostenibilidad, y ha impartido cursos de ética profesional, liderazgo y gestión ambiental en la Universidad de Costa Rica. También es fundador del Instituto de la Juventud para el Desarrollo Sostenible (INJUDESO).

## Primeros años y formación
Madriz Cedeño nació el 2 de agosto de 1967 en San José, Costa Rica. Cursó sus estudios primarios en la Escuela República del Perú (1974-1979) y la educación secundaria en el Liceo de San José (1980-1984). Obtuvo el grado de Bachillerato en ciencias políticas (1987-1991) y una licenciatura en Ciencias Políticas con énfasis en Política Pública y Planificación en la Universidad de Costa Rica. Posee un diploma de posgrado en Toma de Decisiones y Gestión de Recursos Naturales en América Latina otorgado por la Organización para Estudios Tropicales-Universidad de Costa Rica (1992), y una maestría en Liderazgo y Gestión Ambiental por la Universidad para la Cooperación Internacional (2012).

## Carrera

### Servicio público
Entre 1991 y 2020, Madriz Cedeño se desempeñó como director interino del Departamento de Desarrollo Estratégico Institucional (DEI) de la Asamblea Legislativa de Costa Rica. Durante su gestión, lideró varios procesos de cambio organizacional, modernizando la institución y fortaleciendo el desempeño público. También contribuyó a reformas institucionales orientadas a mejorar la eficiencia, la transparencia y la gestión por resultados.
Entre 2013 y 2020, coordinó la Comisión Institucional de Sostenibilidad (CISAL) de la Asamblea, y en 2020 dirigió el proyecto estratégico «Parlamento Sostenible», destinado a integrar prácticas sostenibles en los procesos legislativos.

### Carrera académica
Desde 1995, Madriz Cedeño ha sido profesor en la Universidad de Costa Rica, donde ha impartido cursos de habilidades gerenciales, sostenibilidad, comportamiento organizacional y ética profesional.
Asimismo, fue docente en la Escuela de Ingeniería Industrial de la UCR (2011-2016) y enseñó Métodos de Investigación y Talleres de Graduación en la Escuela de Tecnologías en Salud entre 2016 y 2019.
Entre 2017 y 2019, ofreció cursos sobre determinantes ambientales en la Escuela de Salud Pública.
También se desempeñó como instructor en liderazgo transformacional y pensamiento creativo en el Instituto Centroamericano de Administración Pública (ICAP) entre 2016 y 2018.
Como politólogo, desarrolla investigaciones sobre geopolítica, sostenibilidad y gobernanza.

### Otras actividades profesionales
Madriz Cedeño es fundador y presidente del Instituto de la Juventud para el Desarrollo Sostenible (INJUDESO), creado en junio de 1995, a través del cual diseñó y dirigió un Programa de Liderazgo Juvenil que capacitó a más de 900 participantes entre 1995 y 2003. Ha dictado aproximadamente 260 conferencias y talleres en todo el país sobre liderazgo y sostenibilidad desde 1992.
Sus trabajos de consultoría incluyen la formación de agentes multiplicadores juveniles para UNICEF (1995-1997) y el cargo de jefe de gabinete del Viceministro de Recursos Naturales, Energía y Minas (1994-1995). También ha sido asesor parlamentario en legislación clave sobre medio ambiente y justicia juvenil.
Además de sus funciones en la administración pública y la academia, Madriz Cedeño ha participado en debates nacionales sobre gobernanza, sostenibilidad y reforma política, así como en iniciativas relacionadas con la política ambiental y el desarrollo juvenil en Costa Rica.

## Publicaciones
Madriz Cedeño es autor de múltiples artículos sobre gestión de recursos naturales, conservación y desarrollo sostenible, publicados en periódicos nacionales y boletines especializados. Entre sus obras destacadas se encuentran:
- “Recursos Naturales y su problemática” (La República, 12 de junio de 1985)
- “La Agonía de Corcovado” (La República, 25 de noviembre de 1985; La Nación, 4 de diciembre de 1985)
- “Desarrollo Sostenible: Nuestro Faro Hacia el Siglo XXI” (Boletín Energía No. 25, marzo de 1995; Revista Electrónica GAIA, 1998)
- “Día Mundial del Ambiente: ‘Hacia un parlamento sostenible…’” (Elmundo.cr, 5 de junio de 2018)